# EOD - eBooks on Demand

EOD - eBooks on demand é um serviço para bibliotecas, de digitalização a pedido de livros completos que estão no domínio público. Em 2013 o projeto foi distinguido com o Prémio Innovative International Library Projects, atribuído pela American Library Association (ALA)
Podem ser digitalizadas no âmbito do EOD as obras cujos direitos de autor expiraram (que se encontram em domínio público), ou seja, todos os livros publicados entre 1500 e 1900 (apenas são digitalizados os livros cujo estado/condição física assim o permita). Algumas bibliotecas alargam a digitalização de livros para além desse período de tempo para grupos de utilizadores especiais, por exemplo, investigadores ou pessoas com deficiência visual.
O serviço EOD foi lançado em Outubro de 2006, no âmbito do Projeto Digitisation on Demand, co-financiado pelo Programa eTEN, tendo terminado em Junho de 2008. Nessa altura, as 13 bibliotecas aderentes, formaram uma rede autofinanciada, que conta (em janeiro de 2024) com a participação de 40 instituições de 12 países europeus. De maio de 2009 até abril de 2014, o desenvolvimento do serviço EOD é co-financiado pela Comissão Europeia no âmbito do Programa Cultura. 
A rede EOD é coordenada pela Biblioteca Universitária e Regional do Tirol (Áustria) e a Biblioteca Nacional de Portugal é um dos membros fundadores, disponibilizando para digitalização todas as monografias do seu Fundo Geral publicadas entre 1700 e 1850, num total de cerca de 37.000 livros e oferece o serviço no seu catálogo desde 2008.

## Países parceiros
- Alemanha
- Áustria
- Eslováquia
- Eslovénia
- Estónia
- França
- Hungria
- Noruega
- Portugal
- República Checa
- Suécia
- Suíça